# Denny Méndez
Denny Andreína Méndez de La Rosa nota semplicemente come Denny Mendez (Santo Domingo, 20 luglio 1978) è un'attrice ed ex modella dominicana con cittadinanza italiana.
È stata eletta Miss Italia 1996 ed è la prima Miss Italia di origine non italiana.

## Biografia
Nata a Santo Domingo il 20 luglio 1978, si trasferisce in Italia all'età di 11 anni, andando ad abitare a Montecatini Terme. Inizia quindi gli studi come operatore turistico all'istituto professionale di Stato per i servizi turistici e, all'età di 14 anni, partecipa alle sue prime sfilate, organizzate da brand di abbigliamento (Sarli, Gattinoni, Gianfranco Ferré). Nel 1996, vince il titolo di Miss Italia a Salsomaggiore Terme e si classifica quarta a Miss Universo 1997. Intraprenderà poi la carriera di modella professionista e, in seguito, quella di attrice, studiando per lungo tempo con Francesca De Sapio presso il Teatro Duse di Roma e con Ivana Chubbuck a Los Angeles. Nel 2003 ha recitato nel film Il ronzio delle mosche e nella fiction Chiaroscuro, insieme a Nino Manfredi.
Dal 2003 al 2005 è stata nel cast della soap opera Un posto al sole, nel ruolo di Barbara Cifariello, per cui vincerà anche il premio "Arechi d'oro" al Festival del cinema di Salerno. Ha avuto una piccola parte nel film Ocean's Twelve (2004) di Steven Soderbergh, e in un episodio della fiction, con Veronica Pivetti, Provaci ancora prof! (2007). Nel 2013 è protagonista del videoclip del singolo Movidindi della cantante Ilaria Porceddu, mentre nel 2015 è impegnata a girare un video con Andrea Bocelli, una parte nel film Speed Kills, con John Travolta, e una campagna mondiale come testimonial per una nota marca di orologi, insieme all'attore Gerard Butler. Nel 2019 ha avuto una parte nel film Trading Paint - Oltre la leggenda, con John Travolta.
Nell'autunno del 2005 ha posato insieme ad altre 12 showgirl (Janet De Nardis, Anna Safroncik, Eleonora Daniele, Antonella Mosetti, Miriana Trevisan, Benedicta Boccoli, Elisabetta Gregoraci, Giulia Montanarini, Roberta Faccani, Elena Barolo, Antonella Elia e Angelica Russo) per il calendario Women for Planet 2006, realizzato dal fotografo Enrico Ricciardi, in cui parte del ricavato è stato devoluto all'associazione ambientalista forPlanet (presieduta dalla presentatrice Tessa Gelisio) per la tutela delle foreste della Bolivia..

## Vita privata
Il 9 settembre 2016 è diventata mamma di India Nayara, nata a Los Angeles dal matrimonio con Oscar Generale. La coppia ha poi divorziato.
Da marzo 2024 ha una relazione sentimentale con il politico e deputato della Repubblica Italiana Gerolamo Cangiano.

## Filmografia

### Cinema
- Il ronzio delle mosche, regia di Dario D'Ambrosi (2003)
- Ocean's Twelve, regia di Steven Soderbergh (2004)
- Bite, regia di Alberto Sciamma (2015)
- Speed Kills, regia di Jodi Scurfield (2018)
- Trading Paint - Oltre la leggenda, regia di Karzan Kader (2019)
- Pop Black Posta, regia di Marco Pollini (2019)
- La rosa velenosa (The Poison Rose), regia di Francesco Cinquemani (2019)
- The Fanatic, regia di Fred Durst (2019)
- Red Roses Never Die, regia di Anna Carvalho (2021)
- Diversamente, regia di Max Nardari (2021)
- Addictus, regia di David Andrade (2023)
- Global Harmony, regia di Fabio Massa (2024)
- Unicorni (film), regia di Michela Andreozzi (2025)

### Televisione
- Miss Italia 1996 (1996) – concorrente vincitrice
- Turbo – serie TV (2000)
- Chiaroscuro – miniserie TV (2003)
- Un posto al sole – serie TV (2003-2005)
- Belli dentro – sitcom TV (2007)
- Provaci ancora prof! – serie TV (2007)
- Cugino & cugino – serie TV (2011)
- Storia di una famiglia perbene  2 – serie TV (2024)
- Maria  Corleone 2 - serie TV, 2 puntate (2025)

### Doppiaggio
- Iridessa in Trilli, Trilli e il tesoro perduto, Trilli e il grande salvataggio
- Giuliana Franco in Indiana Jones e l'antico cerchio

### Videoclip
- Movidindi di Ilaria Porceddu (2013)
- Nelle tue mani (Now We Are Free) di Andrea Bocelli, regia di Gaetano Morbioli (2015)
- Stronger than I've ever been di Kaleena Zanders, regia di Cameron Thrower (2018)
- In questa nostra casa nuova (cameo) di Laura Pausini e Biagio Antonacci, regia di Gaetano Morbioli (2019)

## Teatro

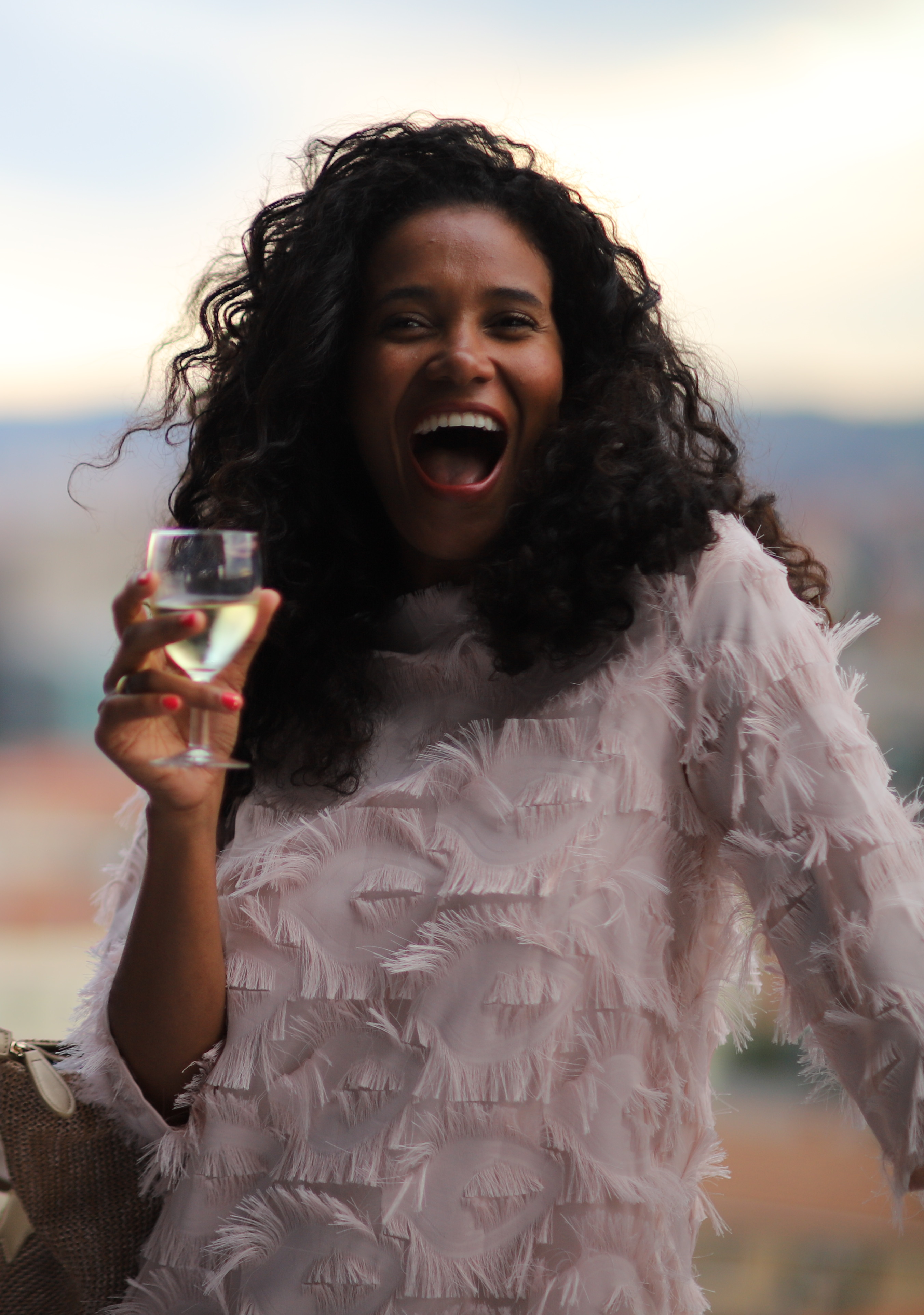
Denny Méndez nel 2018

- L'ultimo Tarzan di Fabio Di Iorio, regia di Sergio Japino, con Gianfranco D'Angelo e Brigitta Boccoli (1999)
- La Venexiana di anonimo del ‘500, regia di Beppe Arena, con Maria Rosaria Omaggio (2002)
- Boeing Boeing di Marc Camoletti, regia di Daniele Scarabotti, con Carlo Croccolo (2003-04)
- Sesso e gelosia di Marc Camoletti, regia di Carlo Alighiero (2006)
- Una suora di troppo di Andrea Lolli, regia di Carlo Alighiero (2007)
- Ivano di Pablo & Pedro, regia di Antonio Giuliani (2008)
- Il povero Pluto, da Aristofane, regia di Vitantonio Cemi (2009)
- Sono tutti luoghi comuni di Aurelio Levante, regia di Sandro Torella (2010)
- Una moglie coi baffi di Enrico Vaime, regia di Vito Cesaro e Antonino Miele (2010)
- Addio al nubilato, scritto e diretto da Francesco Apolloni (2011)
- A mare con tutti i panni di Enzo Catapano e Mauro Palumbo, regia di Lello Radice (2019)
- Le cose di ogni Giorno di Devid Norisco, regia di Francesco Branchetti (2022-2024)
- Il carro di Dioniso di Ettore Romagnoli, regia Vito Cesaro (2023)

## Doppiatrici italiane
- Ilaria Stagni in Chiaroscuro
- (da doppiatrice è stata sostituita da) Anna Lana in Indiana Jones e l'antico cerchio